# Костадиновац (Крижевци)
Костадиновац је насељено место у граду Крижевци, Копривничко-крижевачка жупанија, Хрватска.

## Историја
До територијалне реорганизације у Хрватској био је у саставу старе општине Крижевци.

## Становништво
У попису становништва из 2011. године, Костадиновац је имао 14 становника.
| Број становника према пописима | Број становника према пописима | Број становника према пописима | Број становника према пописима | Број становника према пописима | Број становника према пописима | Број становника према пописима | Број становника према пописима | Број становника према пописима | Број становника према пописима | Број становника према пописима | Број становника према пописима | Број становника према пописима | Број становника према пописима | Број становника према пописима | Број становника према пописима |
| ------------------------------ | ------------------------------ | ------------------------------ | ------------------------------ | ------------------------------ | ------------------------------ | ------------------------------ | ------------------------------ | ------------------------------ | ------------------------------ | ------------------------------ | ------------------------------ | ------------------------------ | ------------------------------ | ------------------------------ | ------------------------------ |
| 1857                           | 1869                           | 1880                           | 1890                           | 1900                           | 1910                           | 1921                           | 1931                           | 1948                           | 1953                           | 1961                           | 1971                           | 1981                           | 1991                           | 2001                           | 2011                           |
| 0                              | 0                              | 0                              | 56                             | 64                             | 63                             | 58                             | 65                             | 60                             | 67                             | 61                             | 55                             | 53                             | 26                             | 20                             | 14                             |

Напомена: Исказује се од 1880. До 1948. исказивано као део насеља под именом Костадиновићи, а од 1953. као насеље. Године 1880. подаци су садржани у насељу Војаковац.

### Попис1991.
У попису становништва из 1991. године, Костадиновац је имао 26 становника, следећег националног састава:
| Попис 1991.‍ | Попис 1991.‍ | Попис 1991.‍ | Попис 1991.‍ | Попис 1991.‍ |
| ----------- | ----------- | ----------- | ----------- | ----------- |
|             |             |             |             |             |
| Срби        | Срби        |             | 14          | 53,84%      |
| Хрвати      | Хрвати      |             | 11          | 42,30%      |
| Југословени | Југословени |             | 1           | 3,84%       |
| укупно: 26  |             |             |             |             |

### Попис1910.
| Костадиновац                | Костадиновац                     |
| --------------------------- | -------------------------------- |
| језик                       | вера                             |
| укупно: 63 Српски 63 (100%) | укупно: 63 Православци 63 (100%) |